# 梓宫
梓宮是東亞君主、皇族、王爵的棺材，因為是用名貴的梓木製作而得名，「梓宮」一名最早見於西漢，《漢書》就有提及梓宫，可知在西汉时帝后所用棺材就称梓宫。然而在過去，除了梓宮是指稱盛裝遺體的棺材之外，寶宮則是指稱盛裝骨灰的骨灰盒。